# Hortulanus
Hortulanus, auch Ortholanus, war ein alchemistischer Autor, bekannt als Verfasser eines Kommentars zu dem Hauptwerk der mystischen Seite der Alchemie Tabula Smaragdina, wahrscheinlich aus der Mitte des 14. Jahrhunderts.
Es gibt zum Kommentar von Hortolanus einen Kommentar des englischen Alchemisten John Dombelay von 1386 in dessen Practica (abgedruckt im Theatrum Chemicum). Auch die älteste Handschrift aus St. Gallen ist aus dem 14. Jahrhundert und ebenso die ersten Hinweise auf den Kommentar in anderen Schriften. Während noch ältere Autoren wie Schmieder ihn sehr früh datieren (bis ins 11. Jahrhundert), und mit Johannes de Garlandia identifizieren, datiert ihn Julius Ruska in die Mitte des 14. Jahrhunderts.
Gedruckt erschien die Tabula Smaragdina mit dem Kommentar von Hortulanus zuerst 1541 in Nürnberg (De Alchemia).
Weiter wird ihm ein Traktat über den Lapis philosophorum (Stein der Weisen) zugeschrieben.
Der Name Hortulanus (Gärtner) könnte ein Pseudonym sein für eine bildliche Umschreibung eines Herausgebers alchemistischer Texte. Im Kommentar findet sich der Zusatz de hortis maritimis (von den Meeresgärten), der Rätsel aufgibt.